# Retaule de Sant Josep Oriol

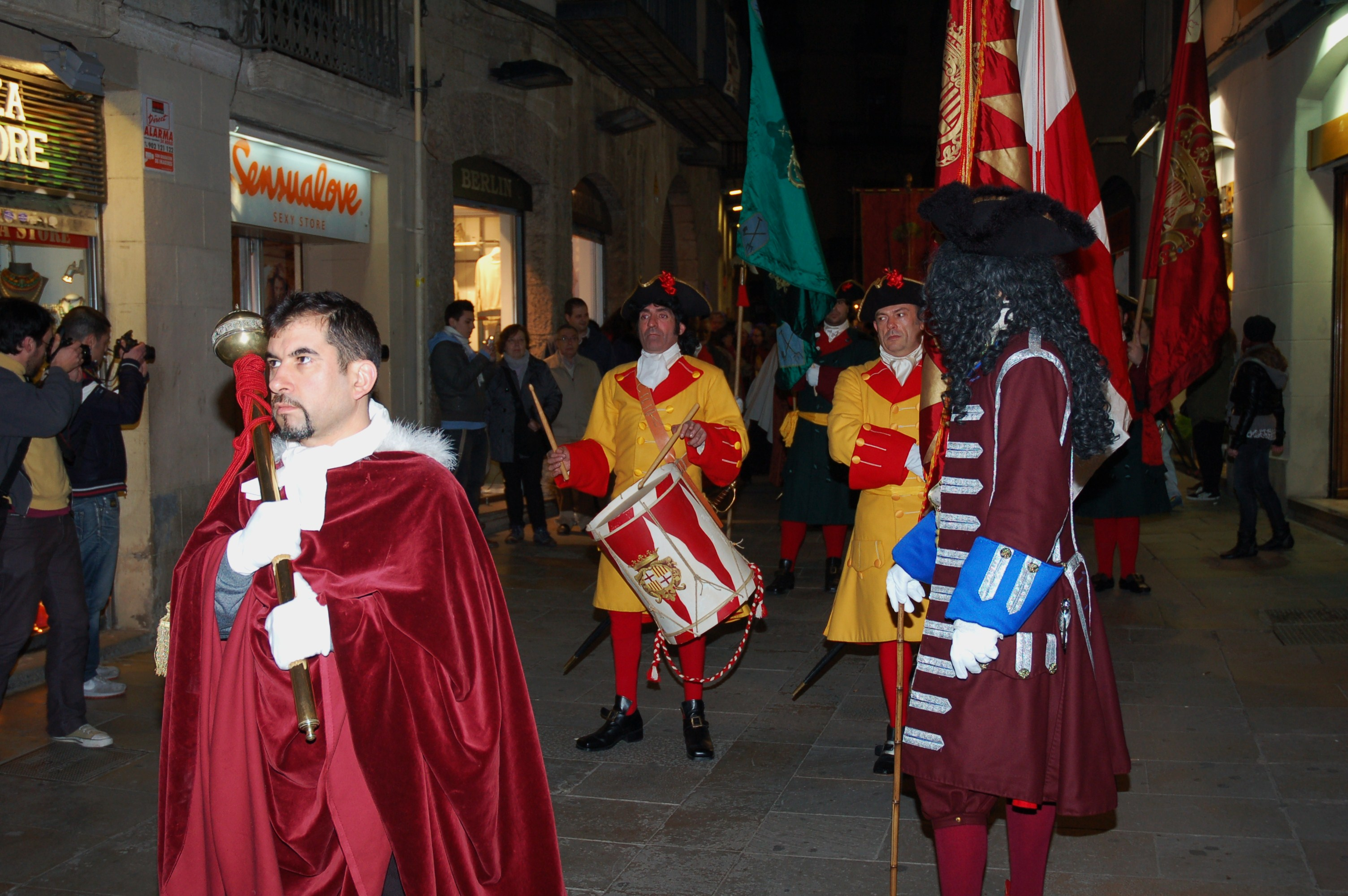
Processó del llegat de Roma amb el porrer del Pi i la Coronela de Barcelona pel carrer del Pi en l'edició de l'any 2013.

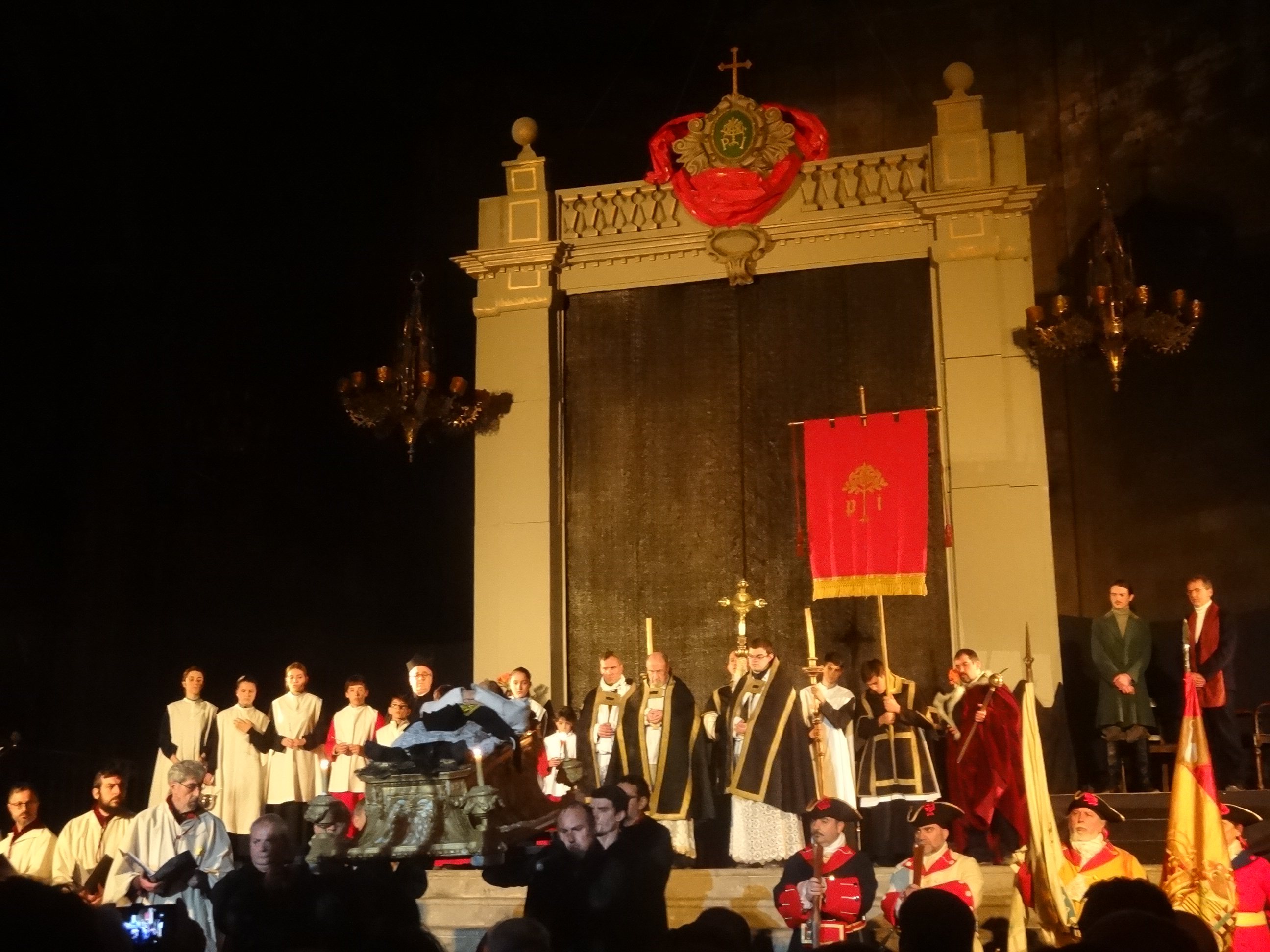
Edició de 2018 del Retaule de Sant Josep Oriol.

El Retaule de Sant Josep Oriol és una representació teatral que es fa a l'entorn de la festivitat de Sant Josep Oriol, 23 de març, a la parròquia del Pi de Barcelona. La representació està organitzada per l'Associació del Retaule de Sant Josep Oriol de la parròquia del Pi. És en aquesta basílica on hi ha enterrat el sant i on s'escenifica la peça teatral, que comença amb una processó per alguns carrers del barri Gòtic. Hi prenen part els gegants del Pi, en Mustafà i l'Elisenda, a més de les figures del bestiari, el Lleó i la Mulassa, i un llegat o missatger a cavall que duu la notícia de la santificació de mossèn Oriol, acompanyat d'actors vestits d'època amb ciris i torxes.
També hi participen figurants que representen la comunitat de beneficiats vestits amb vestuari original de l'època i acompanyats per una cobla de ministrils que sonen peces processionals del segle xviii conservades a l'Arxiu parroquial de Santa Maria del Pi.

## Història
Tot i els precedents representats al teatre de la Santa Creu durant les festes de beatificació del Doctor Pa i Aigua l'any 1806 dels quals en fa referència en Rafael d'Amat i de Cortada, l'obra actual es va iniciar per la voluntat de la feligresia del Pi l'any 1997, amb l'impuls de Mn. Josep Vidal i Aunós, aleshores rector de la basílica, sobre un text de Mn. Tomàs Vergés, amb una posada en escena i escenografia de Jordi Sacasas i direcció de Mn. Joaquim Cervera. Des d'aquell moment no s'ha deixat mai de representar, esdevenint una part important de les festes majors del barri del Pi.

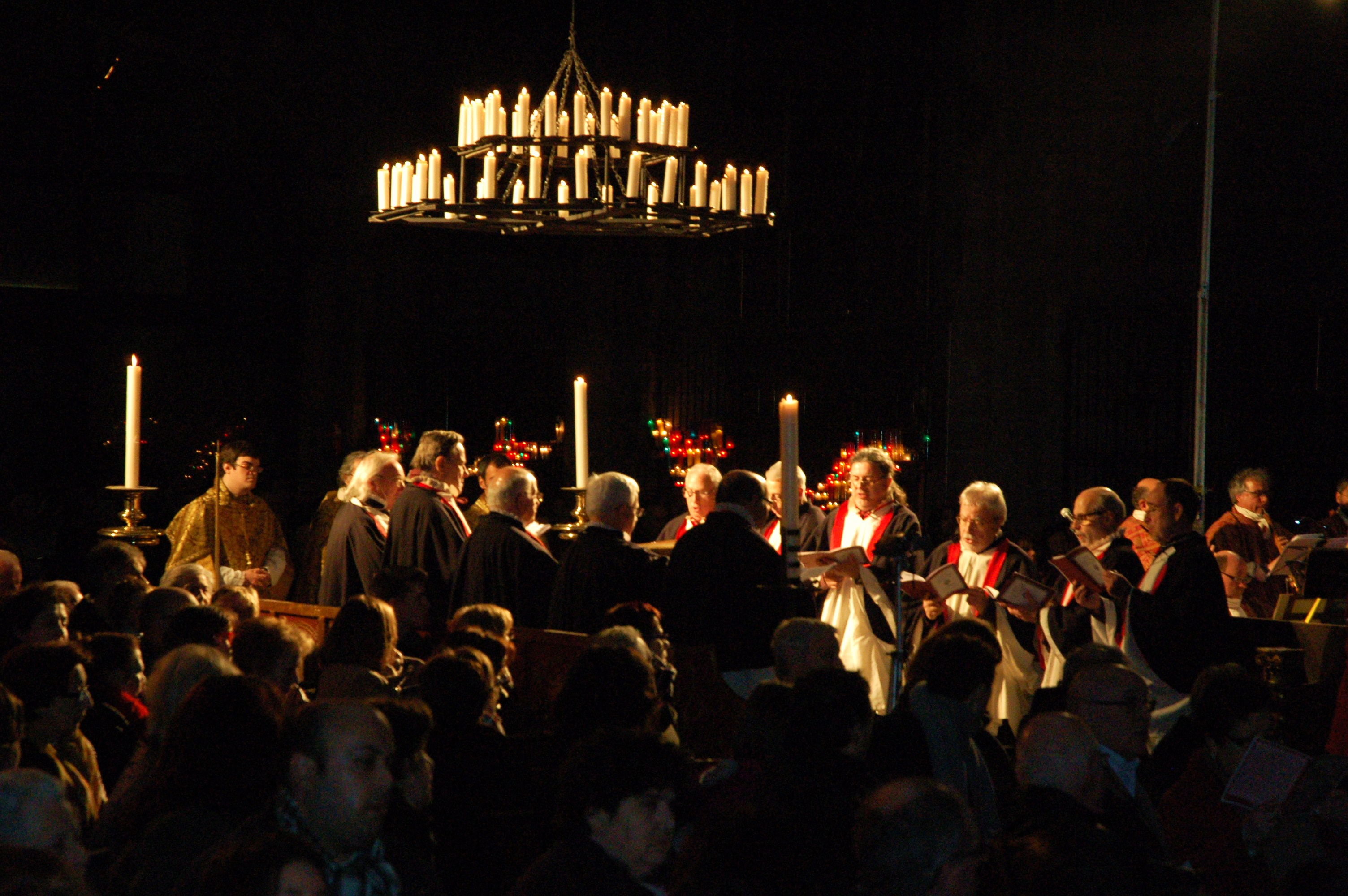
Inici de la representació al cor disposat al mig de la nau amb l'Invitatori. Edició del 2013

## Estructura i contingut

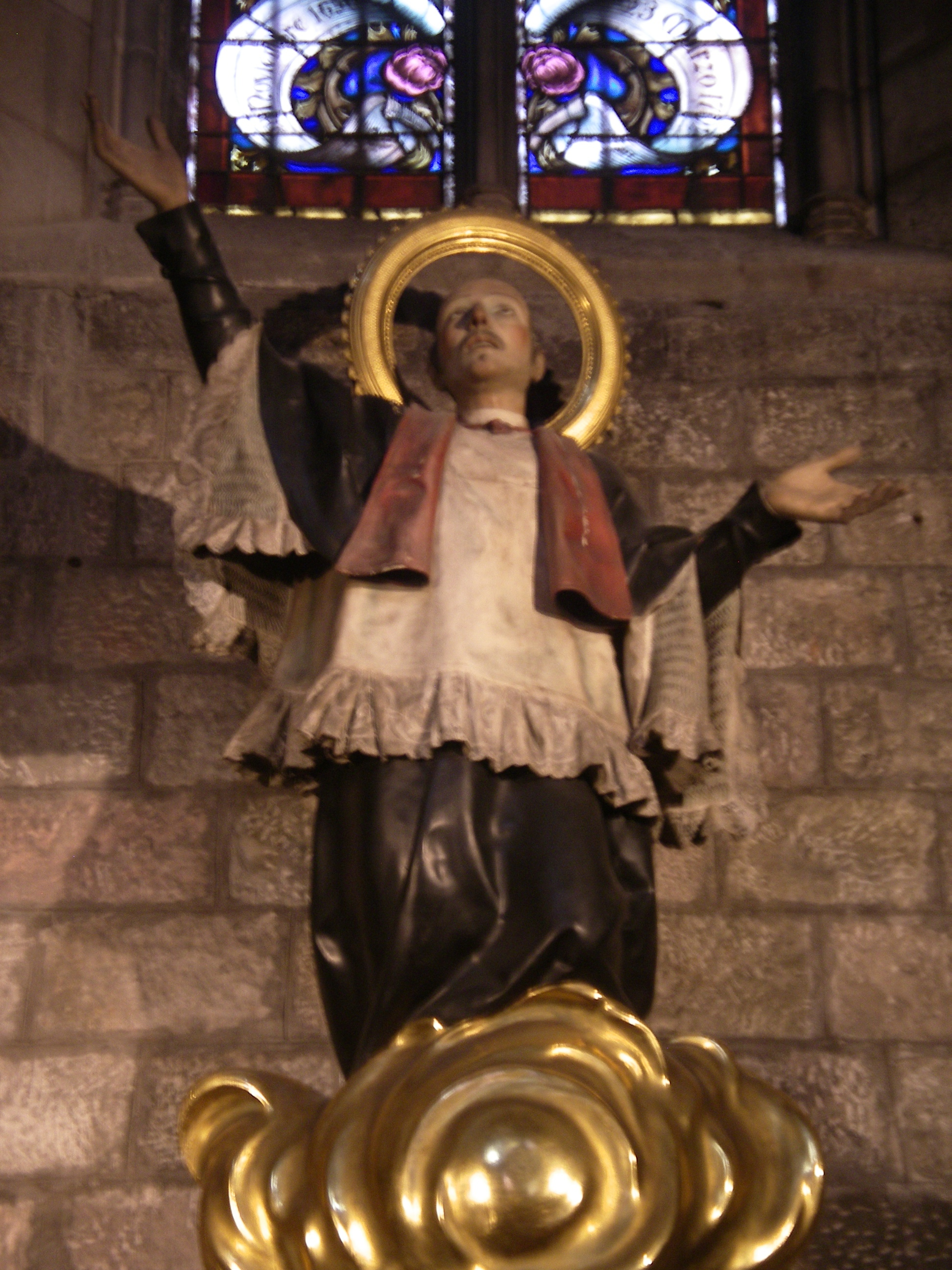
Imatge de Sant Josep Oriol de la seva capella a la basílica de Santa Maria del Pi, obra de l'any 1806 de l'escultor Ramon Amadeu i Grau.

L'obra s'estructura en tres parts. En la primera, un baladrer s'encarrega d'explicar la infantesa del sant, i en la segona un actor que representa el baró de Maldà narra els fets de la seva vida i miracles. En la part final, un grup d'escolans canten l'agonia i la mort de Sant Josep Oriol. El retaule es representa sense interrupció des de l'any 1997, amb un acompanyament musical de l'època a partir de la documentació de l'Arxiu de Santa Maria del Pi, interpretat amb instruments antics.

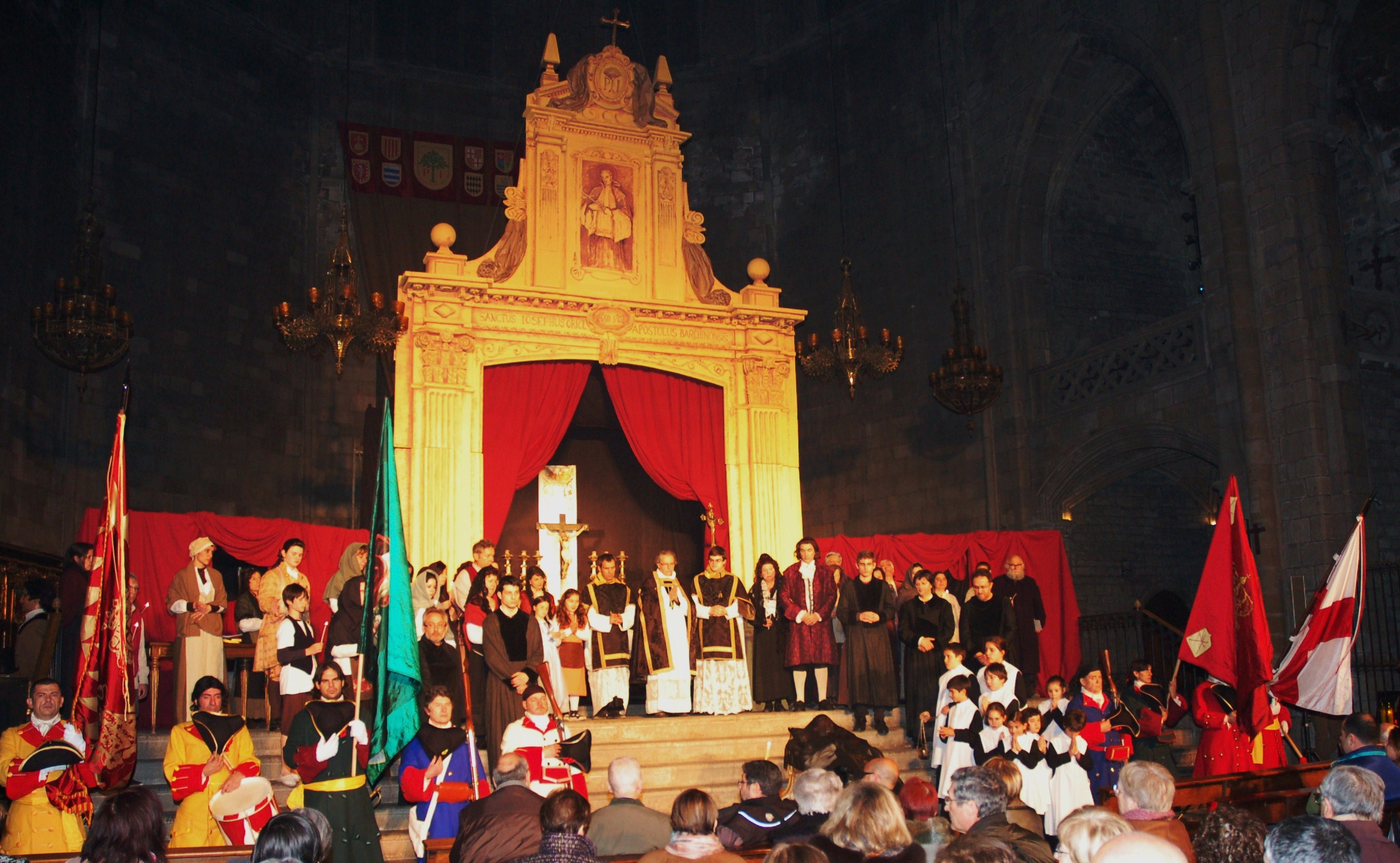
Final de la representació al presbiteri de la basílica amb tots els participants. Edició del 2013

Sant Josep Oriol (1650-1702) va ser beneficiari de la parròquia de Santa Maria del Pi, i va arribar a ser molt popular a tota la ciutat pels guariments miraculosos que li atribuïen. Així mateix, hom en venera la generositat amb què donava el seu sou als més necessitats mentre s'alimentava amb gran austeritat, d'on li vingué el sobrenom de Doctor pa i aigua. Va ser beatificat per Pius VII el 5 de setembre de 1806 i canonitzat per Pius X el 20 de maig de 1909. La beatificació va ser molt celebrada a Barcelona i, tal com mostren les cròniques de l'època, a la festa hi participà una gran part de la imatgeria festiva de la ciutat. El dia de la festivitat és el 23 de març, aniversari de la seva mort.